# Principato d'Ungheria
Il Ducato d'Ungheria o Principato d'Ungheria (in ungherese: Magyar Nagyfejedelemség: "Gran Principato Ungherese") fu il primo stato documentato ungherese nel bacino dei Carpazi, fondato nell'895 o 896, a seguito della calata ungherese nei Carpazi del IX secolo.
Gli Ungari, una popolazione seminomade che aveva formato un'alleanza di tribù guidata da Árpád, fondò il Principato d'Ungheria negli ultimi anni del IX secolo. Essi giunsero originariamente da Etelköz che era il loro primo possedimento del principato ad est dei Carpazi.
Le fonti bizantine contemporanee, redatte in greco medievale, chiamavano l'area anche col nome di "Turchia Occidentale". L'ebreo Hasday ibn Shaprut attorno al 960 definiva questo territorio "terra degli Hungrin" (Ungheresi) in una lettera a Giuseppe dei Cazari.
La storiografia ungherese definisce l'intero periodo compreso tra l'896 ed il 1000 come "l'età del principato". Il principato venne succeduto dal Regno d'Ungheria con l'incoronazione di Santo Stefano I ad Esztergom il giorno di natale dell'anno 1000 (o in alternativa il 1º gennaio 1001).

## Storia

### Contesto storico

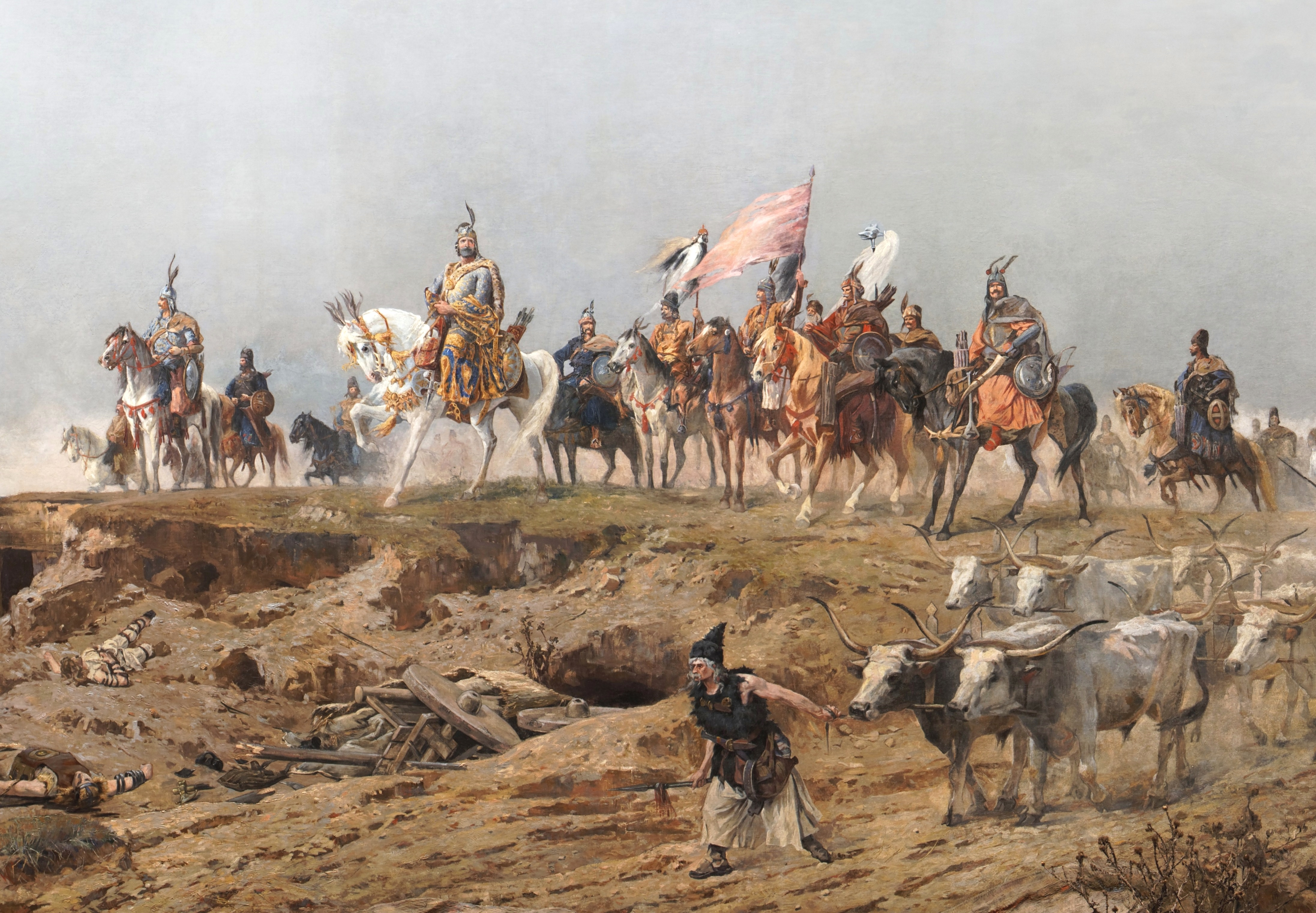
Dettaglio dellArrivo degli Ungheresi, di Árpád Feszty nel suo vasto (1800 m^{2}) ciclorama, dipinto per celebrare il 1000º anniversario della conquista magiara dell'Ungheria, oggi in esposto al Parco del Memoriale della Storia Nazionale di Ópusztaszer in Ungheria

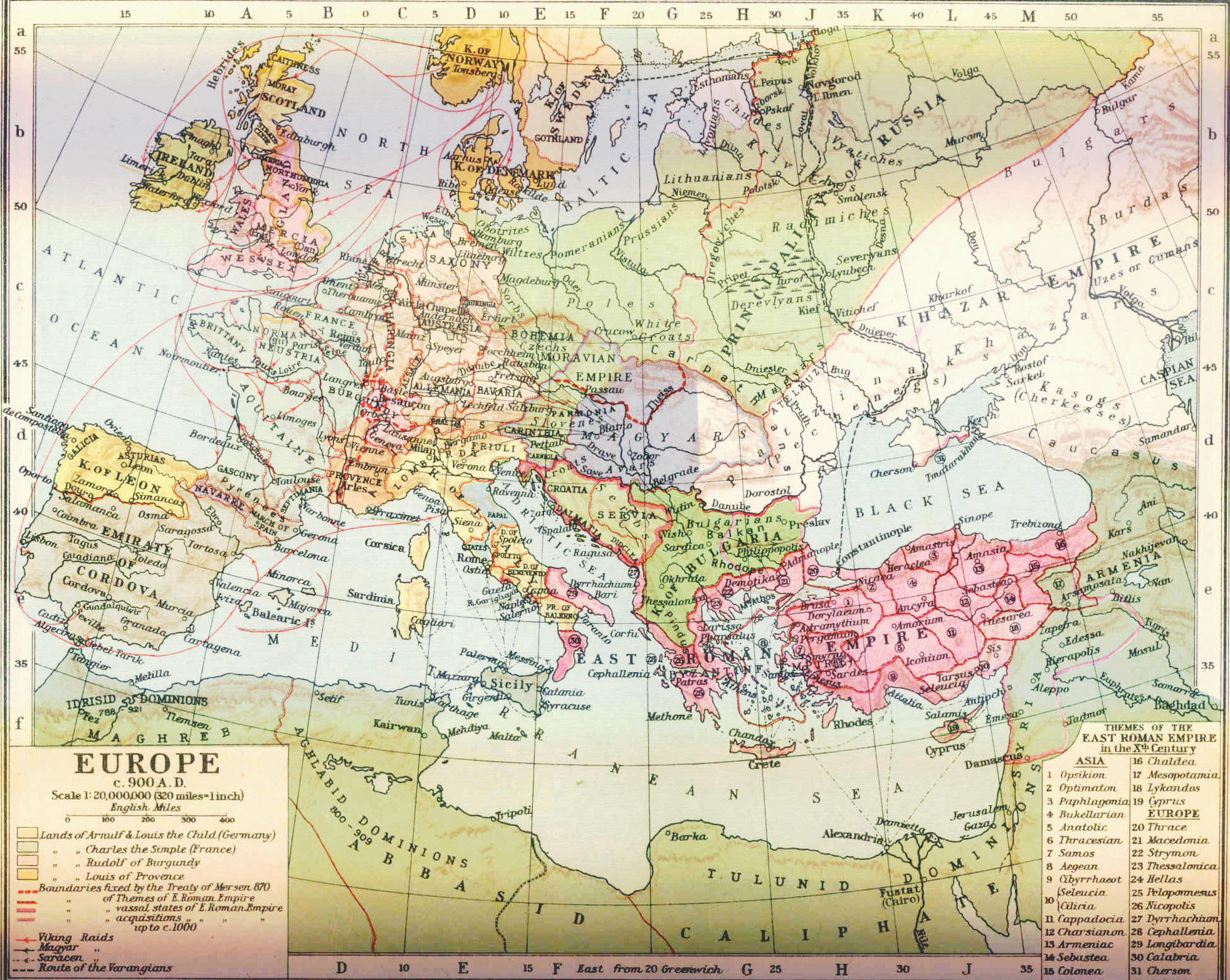
L'Europa attorno all'anno 900

Alla vigilia dell'arrivo degli Ungari (Magiari), attorno all'895, il Regno dei Franchi orientali, il Primo Impero Bulgaro e la Grande Moravia (stato vassallo del Regno dei Franchi orientali) regnavano nel territorio del bacino dei Carpazi. Gli Ungari conoscevano bene quest'area in quanto sovente vi si erano recati come mercenari per le potenze circostanti che qui avevano concentrato per decenni le loro campagne militari. Quest'area era scarsamente popolata, da quanto Carlomagno aveva distrutto lo stato degli Avari nell'803, i Magiari (Ungari) furono così in grado di muoversi senza incontrare forti opposizioni. 
Gli Ungari ora unificati e guidati da Árpád si insediarono nel bacino dei Carpazi a partire dall'895. Il Principato di Balaton nella Transdanubia, già vassallo dei franchi orientali, venne soggiogato durante la campagna degli Ungari verso l'Italia attorno all'899-900. La Grande Moravia venne annientata nel 902 e parte di essa, il Principato di Nitra, divenne parte integrante dello stato ungaro. Le parti a sud-est del bacino dei Carpazi erano governate dal Primo Impero Bulgaro, anche se questo era ormai in crisi e lasciò ampio spazio d'azione agli Ungari.

### Le conquiste militari
Il principato si configurava come stato guerriero, con la fondazione di un nuovo mito militare, conducendo vigorose incursioni in un territorio che spaziava da Costantinopoli alla Spagna centrale, sempre respinti non senza paura dall'esercito franco tra il 907 ed il 910. 
Gli Ungari riuscirono ad estendere de iure il confine bavaro-ungaro sino al fiume Enns (sino al 955), ed il principato non venne attaccato da questa direzione per i successivi 100 anni dopo la battaglia di Presburgo. Le intermittenti campagne militari degli ungari continuarono sino al 970, ad ogni modo le due sconfitte militari del 933 e del 955 (Battaglia di Lechfeld) segnarono l'inizio di un'evoluzione nel principato ungaro.

### Un periodo di transizione

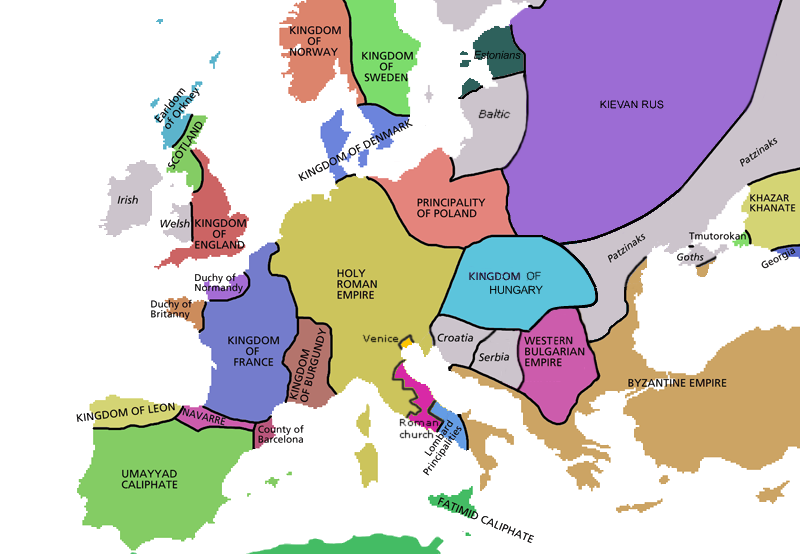
Il principato d'Ungheria nel 998

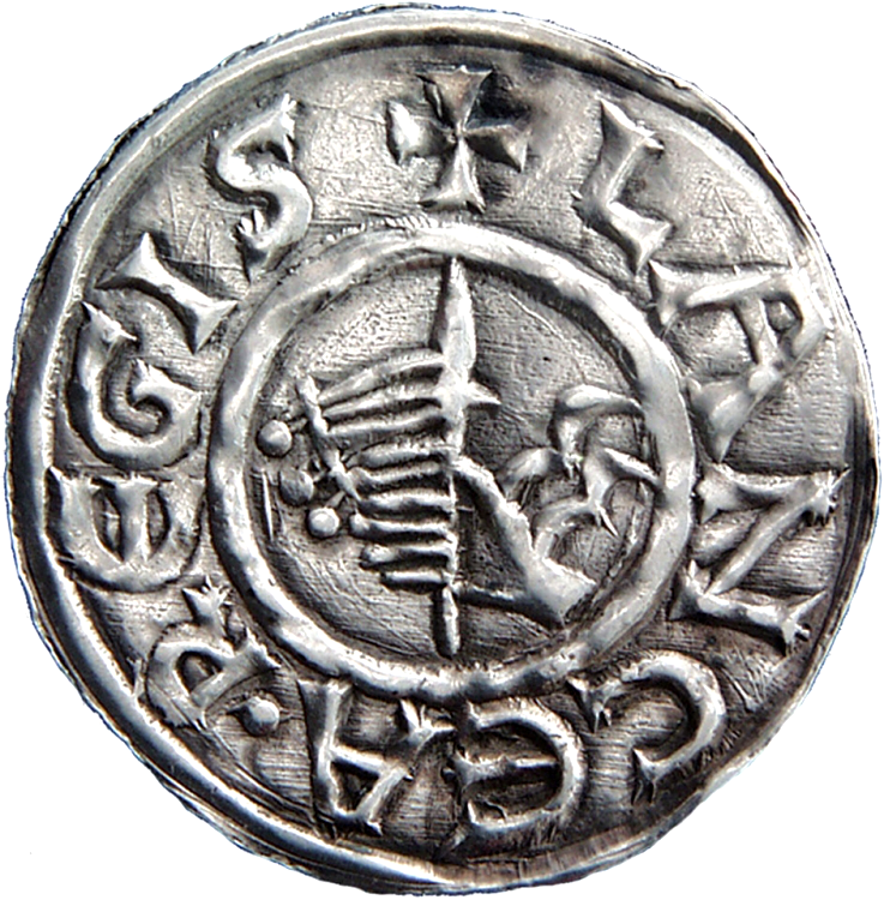
La prima moneta ungherese, coniata da Géza (970 circa)

Il cambiamento da una società tribale a quella statale fu uno dei più importanti sviluppi di quel tempo. Inizialmente, i Magiari mantennero uno stile di vita essenzialmente seminomade, praticando la transumanza: essi emigravano lungo i fiumi nel periodo invernale e durante l'estate verso i pascoli, trovando l'acqua necessaria per gli allevamenti in maniera autonoma. Secondo la teoria dello storico ungherese Györffy il quartiere invernale di Árpád, dopo la sua occupazione della Pannonia nel 900, potrebbe oggi trovarsi nel villaggio di 'Árpádváros' (villaggio di Árpád), oggi un distretto di Pécs, mentre il suo quartiere estivo, come confermato da un anonimo contemporaneo, era l'Isola di Csepel. Successivamente, il suo nuovo quartiere estivo venne spostato a Csallóköz anche se l'esatta locazione di quest'ultima posizione è oggi discussa. Secondo Gyula Kristó ad esempio il centro si trovava tra i fiumi Danubio e Tisza, anche se i ritrovamenti archeologici implicano la collocazione nella regione dell'Alto Tisza.
Per il cambiamento nelle circostanze economiche, la pastura era ormai insufficiente a sostenere una società nomade che effettivamente era impossibilitata a muoversi dalla stabilità dei propri insediamenti, e pertanto lo stile di vita seminomade degli Ungari iniziò a cambiare ed i Magiari dovettero adattarsi alla vita sedentaria impegnandosi nell'agricoltura. La società divenne generalmente più omogenea: gli slavi locali ed altre popolazioni si unirono con gli Ungari. I capi tribali (vezér) Ungari ed i locali clan stabilirono dei centri fortificati nel paese e poi dei castelli che divennero i primi centri delle future contee. L'intero sistema dei villaggi Ungari si sviluppò nel X secolo.
Fajsz e Taksony, Gran Principi degli Ungari, iniziarono a riformare la struttura del potere. Furono loro a chiamare dei missionari cristiani verso le prime città fortificate. Taksony abolì il vecchio centro del principato ungaro e ne fondò due nuovi a Székesfehérvár ed a Esztergom. Taksony reintrodusse inoltre un servizio militare di vecchio stile, rinnovando le armi dell'esercito ed implementando un'organizzazione su vasta scala che fu alla base della nuova organizzazione del popolo Ungaro.
Il consolidamento dello stato ungaro iniziò durante il regno di Géza. Dopo la battaglia di Arcadiopolis, l'Impero bizantino fu il principale nemico degli Ungari. L'espansione bizantina si scontrò per la prima volta con gli Ungari dal momento che il soggiogato Primo Impero Bulgaro era in alleanza coi Magiari a quel tempo. La situazione divenne più difficile per il principato quando l'Impero Bizantino ed il Sacro Romano Impero si allearono nel 972. Nel 973, dodici illustri inviati Magiari, nominati probabilmente direttamente da Geza, parteciparono alla Dieta presieduta dall'imperatore Ottone I di Sassonia. Geza stabilì profondi legami con la corte bavarese, invitando missionari e dando in sposo suo figlio a Gisella, figlia del duca Enrico II. Geza della dinastia degli Arpadi, venne riconosciuto Gran Principe degli Ungari e quindi sovrani di tutte le sette tribù magiare, con l'intento così di integrare gli Ungari nella cultura occidentale europea e cristiana, ricostruendo lo stato sulle forme delle monarchie europee dell'epoca sia sotto l'aspetto politico che sotto l'aspetto sociale. Il figlio primogenito di Geza I, Stefano (Istvan) che aveva il nome pagano Vajk alla nascita poi fu santificato alla sua morte diventando Santo Stefano I d'Ungheria, fu il primo re degli ungari sconfiggendo suo zio Koppány, che aspirava anch'egli al trono. L'unificazione dell'Ungheria, la fondazione dello stato cristiano e la sua trasformazione in una monarchia feudale europea venne completata avanti da Stefano I.

## La cristianizzazione
Il nuovo stato ungherese si trovava sulla frontiera delle terre cristiane dell'epoca. Dalla seconda metà del X secolo, il cristianesimo si diffuse attraverso dei missionari e giunse dalla Germania verso l'Ungheria. Tra il 945 ed il 963, i principali ufficiali del Principato (il gran principe (Taksony), il Gyula e lo Horka) si accordarono per convertirsi al cristianesimo.
Nel 973 Geza I e tutta la sua casata vennero battezzati e venne conclusa una pace formale con l'imperatore Ottone I; ad ogni modo egli rimase essenzialmente pagano anche dopo il suo battesimo: Geza era stato educato da suo padre Taksony come un principe pagano. Il primo monastero benedettino in Ungheria venne fondato nel 996 dal principe Geza. Durante il regno di Geza la nazione rinunciò alla propria vita nomade ed iniziò anche ad interessarsi alla costruzione di chiese cristiane nei propri villaggi.

## L'organizzazione dello stato
Sino al 907 (o 904), lo stato ungaro era retto da un governo congiunto. Il cavalierato era stato diviso tra principi sacrali (Kende) e capi militari (Gyula). Non è chiaro quale di questi due ruoli avesse ottenuto Árpád e quale Kurszán. Probabilmente, alla morte di Kurszán, questa divisione cessò ed Árpád divenne il solo regnante del principato. Il bizantino Costantino Porfirogenito chiamava Árpád "ho megas Tourkias archon" (il grande principe di Turchia), e tutti i principi dal X secolo ebbero questo titolo. Secondo la legge agnatizia il membro più anziano era il reggente della tribù ed ereditava il principato. Il ruolo dei capi militari (si pensi a Bulcsú e Lél) era molto significativo. I principi della dinastia degli Arpadi portavano nomi di derivazione turca come gran parte dei membri delle tribù ungare del tempo.

### Titoli
- Megas archon (in fonti bizantine) o Magnus princeps (in fonti occidentali),  Magyar Nagyfejedelem (in ungherese) Gran Principe degli Ungari (primo grado)[49]
- Gyla o djila, Gyula, capo militare[49] (secondo grado)[49]
- Horca, Kharkhas, giudice[50] (terzo rango)[49]
- Kende, principe sacrale,[47] (sino al 907)